# Точильщики пузатые
Точильщики пузатые (лат. Gastrallus) — род жесткокрылых насекомых семейства точильщиков. В ископаемом состоянии известен из балтийского янтаря.

## Описание
Переднеспинка при основании такой же ширины, как надкрылья, прикрывает сверху голову в виде капюшона. Первый и второй стерниты брюшка посередине сросшиеся.

## Систематика
В составе рода:
- Gastrallus corsicus Schilsky, 1898
- Gastrallus immarginatus (P. W. J. Müller, 1821)
- Gastrallus knizeki Zahradnik, 1996
- Gastrallus kocheri Espańol, 1963
- Gastrallus laevigatus (Olivier, 1790)
- Gastrallus lyctoides (Wollaston, 1865)
- Gastrallus mauritanicus Espańol, 1963
- Gastrallus pubens Fairmaire, 1875